# Jan Mostaert

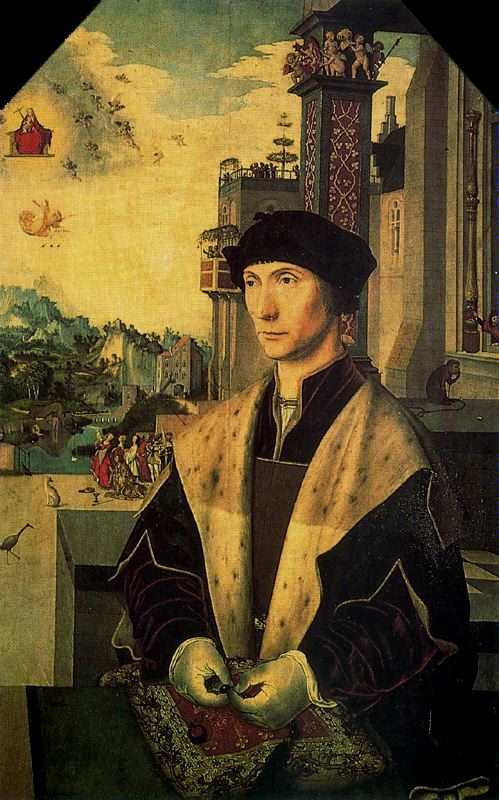
Portret Abla van Coulstera (1510-15), Królewskie Muzea Sztuk Pięknych, Bruksela

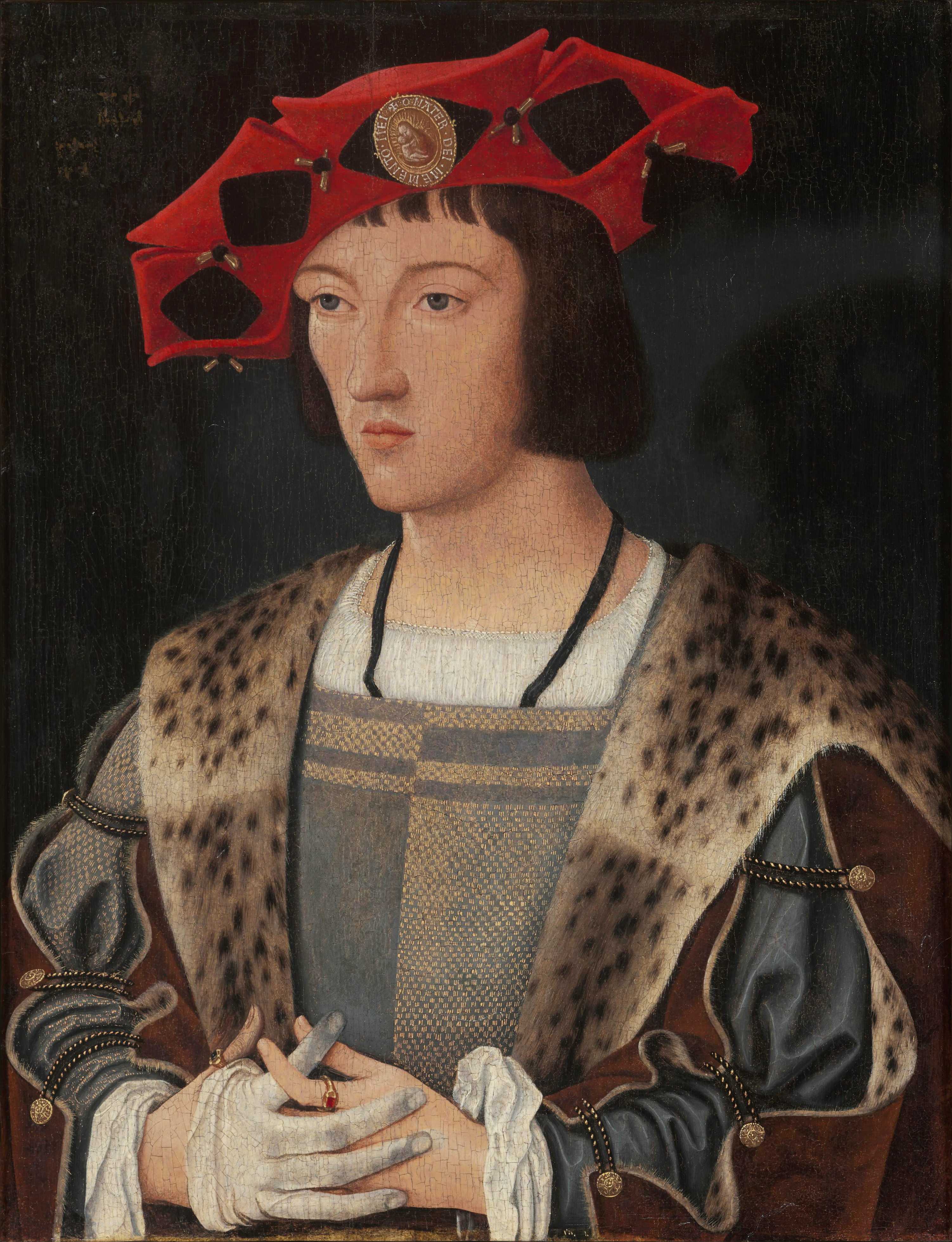
Portret dworzanina (1520-30), Muzeum Czartoryskich, Kraków

Jan Jansz. Mostaert (ur. ok. 1473 w Haarlemie, zm. w 1555 lub 1556, tamże) – niderlandzki malarz okresu renesansu.
Był uczniem Geertgen tot Sint Jansa. W l. 1518-21 pracował jako portrecista dla regentki Małgorzaty Austriackiej.
Malował obrazy o tematyce religijnej, pejzaże i portrety.

## Dzieła
- Abraham i Hagar – Madryt, Muzeum Thyssen-Bornemisza
- Drzewo Jessego (ok. 1500) – Amsterdam, Rijksmuseum
- Ecce Homo (1520-30) – Moskwa, Muzeum Puszkina
- Ecce Homo (1510-15) – Nowy Jork, Metropolitan Museum of Art
- Krajobraz ze św. Krzysztofem (ok. 1520) – Antwerpia, Museum Mayer van den Bergh
- Pokłon Trzech Króli (1510) – Amsterdam, Rijksmuseum
- Portret Abla van Coulstera (1510-15) – Bruksela, Musées Royaux des Beaux-Arts
- Portret kobiety (1520-25) – Amsterdam, Rijksmuseum
- Portret mężczyzny (ok. 1520) – Berlin, Gemäldegalerie
- Portret dworzanina (ok. 1520) – Kraków, Muzeum Czartoryskich, ok. 1520
- Portret młodego mężczyzny (ok. 1520) – Madryt, Prado
- Święta Rodzina przy stole (1495-1500) – Kolonia, Wallraf-Richartz-Museum
- Tryptyk z Sądem Ostatecznym i donatorami (1510-14) – Bonn, Rheinisches Landesmuseum
- Ukrzyżowanie (ok. 1530) – Filadelfia, Museum of Art